# Мартин, Луис
Луис Мартин Гарсиа (исп. Luis Martín García; 19 августа 1846, Мельгар-де-Фернаменталь, Испания — 18 апреля 1906, Фьезоле, Италия) — генерал Общества Иисуса (иезуиты), 24-й по счёту глава ордена и 6-й после его восстановления в 1814 году.
Родился в маленьком городе Мельгар-де-Фернаменталь, провинция Бургос. Луис был третьим из шести детей в семье скромного достатка. Начальное образование получил в родной деревне, затем поступил в семинарию Бургоса. В 1864 году вступил в Общество Иисуса. В 1868 году в Испании произошла революция, королева Изабелла II бежала из страны. Регент Франсиско Серрано был настроен резко антиклерикально и, среди прочего, изгнал иезуитов из страны.
Луис Мартин направился во Францию, где долгое время изучал философию и теологию. В 1876 году рукоположён в священники. В 1880 году иезуитов изгнали и из Франции, но реставрация монархии в Испании позволила испанским иезуитам вернуться на родину. По возвращении Мартин был назначен ректором семинарии в Саламанке. Впоследствии он был главным редактором католического журнала, работал в иезуитском университете Деусто (Бильбао).
В 1886 году назначен провинциалом кастильской провинции Общества. На этом посту прикладывал большие усилия, чтобы сгладить противоречия между карлистами и их противниками, которые раздирали как испанское общество, так и иезуитов страны.
В 1892 году генерал ордена Антон Андерледи вызвал Мартина в Рим. После смерти Андерледи, последовавшией в том же году, Мартин был назначен генеральным викарием. Политические трения между Церковью и вновь образованным Королевством Италия сделали невозможным проведение Генеральной конгрегации иезуитов в Риме. Мартин добился у папы Льва XIII разрешения провести её в Аспейтиа, родине основателя ордена. Эта конгрегация стала единственной в истории иезуитов, прошедшей за пределами Италии. Конгрегация открылась 24 сентября 1892 года. Луис Мартин был избран большинством голосов (42 из 70), 2 октября провозглашён новым генералом ордена.
В период руководства Обществом Мартином главной проблемой для иезуитов продолжали оставаться сложные отношения с правительствами многих европейских государств, к которым теперь добавилась и вновь образованная Италия. Мартин выражал полную поддержку папам Льву XIII и Пию X, чей статус после ликвидации Папского государства оставался неурегулированным. При Луисе Мартине штаб-квартира иезуитов вновь переместилась из Фьезоле в Рим (1895 год).
После выхода в свет энциклики Rerum Novarum, базировавшейся на принципах христианской демократии, Мартин придавал большое значение вопросу вовлечённости иезуитов в социальное движение. Развивалось и миссионерство, основаны новые миссионерские пункты на Ямайке и в Южной Америке. В 1888 году был канонизирован и объявлен покровителем африканцев иезуит Пётр Клавер. Особое внимание Мартин уделил истории ордена иезуитов. В Мадриде и Риме был издан фундаментальный сборник документов и текстов, относящихся к истории Общества — «Monumenta Historica Societatis Iesu». Мартин — автор нескольких теологических трудов. За период с 1892 по 1906 год число иезуитов выросло с 13 274 до 15 661 человек.
Скончался от рака 18 апреля 1906 года во Фьезоле. Его преемником стал Франц Вернц.